# Lista de inscrições ao Oscar de melhor filme estrangeiro em 2004
Esta é uma lista das inscrições ao Oscar de Melhor Filme Estrangeiro para a edição de 2004. A Academia de Artes e Ciências Cinematográficas convidou indústrias cinematográficas de diversos países para selecionar um filme para concorrer à categoria de melhor filme estrangeiro no Oscar.
As produções representantes foram exibidas originalmente em seu país de origem de 1 de outubro de 2002 a 30 de setembro de 2003. No mundo lusófono, o Ministério da Cultura do Brasil inscreveu Carandiru e a Academia Portuguesa das Artes e Ciências Cinematográficas, Um Filme Falado; no entanto, nenhum dos dois filmes foram indicados à premiação.

## Inscrições
| País                 | Título                               | Língua      | Diretor(es)                       | Resultado   |
| -------------------- | ------------------------------------ | ----------- | --------------------------------- | ----------- |
| Afeganistão          | Osama                                | Persa       | Siddiq Barmak                     | Não avançou |
| Alemanha             | Good Bye, Lenin!                     | Alemão      | Wolfgang Becker                   | Não avançou |
| Argentina            | Valentín                             | Espanhol    | Alejandro Agresti                 | Não avançou |
| Armênia              | Vodka Lemon                          | Armênio     | Huner Saleem                      | Não avançou |
| Áustria              | Böse Zellen                          | Alemão      | Barbara Albert                    | Não avançou |
| Bélgica              | Verder dan de maan                   | Holandês    | Stijn Coninx                      | Não avançou |
| Bolívia              | Dependencia sexual                   | Espanhol    | Rodrigo Bellott                   | Não avançou |
| Bósnia e Herzegovina | Fuse                                 | Bósnio      | Pjer Žalica                       | Não avançou |
| Brasil               | Carandiru                            | Português   | Héctor Babenco                    | Não avançou |
| Bulgária             | Patuvane kam Yerusalim               | Búlgaro     | Ivan Nitchev                      | Não avançou |
| Canadá               | Les Invasions barbares               | Francês     | Denys Arcand                      | Venceu      |
| Chile                | Los debutantes                       | Espanhol    | Andres Waissbluth                 | Não avançou |
| China                | Warriors of Heaven and Earth         | Mandarim    | He Ping                           | Não avançou |
| Colômbia             | La primera noche                     | Espanhol    | Alberto Restrepo                  | Não avançou |
| Coreia do Sul        | Bom yeoreum gaeul gyeoul geurigo bom | Coreano     | Kim Ki-duk                        | Não avançou |
| Croácia              | Svjedoci                             | Croata      | Vinko Brešan                      | Não avançou |
| Cuba                 | Suite Habana                         | Espanhol    | Fernando Pérez                    | Não avançou |
| Dinamarca            | Reconstruction                       | Dinamarquês | Christoffer Boe                   | Não avançou |
| Egito                | Sahar el layaly                      | Árabe       | Hani Khalifa                      | Não avançou |
| Eslováquia           | Král zlodejov                        | Eslovaco    | Ivan Fíla                         | Não avançou |
| Eslovênia            | Rezervni deli                        | Esloveno    | Damjan Kozole                     | Não avançou |
| Espanha              | Soldados de Salamina                 | Espanhol    | David Trueba                      | Não avançou |
| Filipinas            | Dekada '70                           | Filipino    | Chito S. Roño                     | Não avançou |
| Finlândia            | Elina – som om jag inte fanns        | Finlandês   | Klaus Härö                        | Não avançou |
| França               | Bon Voyage                           | Francês     | Jean-Paul Rappeneau               | Não avançou |
| Grécia               | Tha to metanioseis                   | Grego       | Katerina Evangelakou              | Não avançou |
| Hong Kong            | Mou gaan dou                         | Cantonês    | Andrew Lau e Alan Mak             | Não avançou |
| Hungria              | Rengeteg                             | Húngaro     | Benedek Fliegauf                  | Não avançou |
| Indonésia            | Biola Tak Berdawai                   | Indonésio   | Sekar Ayu Asmara                  | Não avançou |
| Irão                 | Nafas-e amigh                        | Persa       | Kambuzia Partovi                  | Não avançou |
| Islândia             | Nói albinói                          | Islandês    | Dagur Kári                        | Não avançou |
| Israel               | Ha'asonot Shel Ninah                 | Árabe       | Savi Gabizon                      | Não avançou |
| Itália               | Io non ho paura                      | Italiano    | Gabriele Salvatores               | Não avançou |
| Japão                | Tasogare Seibei                      | Japonês     | Yôji Yamada                       | Indicado    |
| Líbano               | Tayyara men wara                     | Libanês     | Randa Chahal Sabag                | Não avançou |
| Luxemburgo           | J'ai toujours voulu être une sainte  | Francês     | Geneviève Mersch                  | Não avançou |
| México               | Aro Tolbukhin                        | Espanhol    | Agustí Villaronga                 | Não avançou |
| Mongólia             | Ingen nulims                         | Árabe       | Byambasuren Davaa e Luigi Falorni | Não avançou |
| Nepal                | Muna Madan                           | Nepali      | Gyanendra Deuja                   | Não avançou |
| Noruega              | Salmer fra kjøkkenet                 | Norueguês   | Bent Hamer                        | Não avançou |
| Países Baixos        | De tweeling                          | Holandês    | Ben Sombogaart                    | Indicado    |
| Palestina            | Yadon ilaheyya                       | Árabe       | Elia Suleiman                     | Não avançou |
| Peru                 | Paloma de papel                      | Espanhol    | Fabrizio Aguilar                  | Não avançou |
| Polónia              | Pornografia                          | Polonês     | Jan Jakub Kolski                  | Não avançou |
| Portugal             | Um Filme Falado                      | Português   | Manoel de Oliveira                | Não avançou |
| República Tcheca     | Želary                               | Tcheco      | Ondřej Trojan                     | Indicado    |
| Rússia               | Vozvrashcheniye                      | Russo       | Andrey Zvyagintsev                | Não avançou |
| Sérvia e Montenegro  | Profesionalac                        | Sérvio      | Dušan Kovačević                   | Não avançou |
| Sri Lanka            | Wekande Walauwa                      | Cingalês    | Lester James Peries               | Não avançou |
| Suécia               | Ondskan                              | Sueco       | Mikael Håfström                   | Indicado    |
| Tailândia            | Ruang rak noi nid mahasan            | Tailandês   | Pen-Ek Ratanaruang                | Não avançou |
| Taiwan               | Búsàn                                | Mandarim    | Tsai Ming-Liang                   | Não avançou |
| Turquia              | Uzak                                 | Turco       | Nuri Bilge Ceylan                 | Não avançou |
| Ucrânia              | Mamay                                | Ucraniano   | Oles Sanin                        | Não avançou |
| Uruguai              | El viaje hacia el mar                | Espanhol    | Guillermo Casanova                | Não avançou |
| Venezuela            | Sangrador                            | Espanhol    | Leonardo Henríquez                | Não avançou |